# Adolph Lehmann

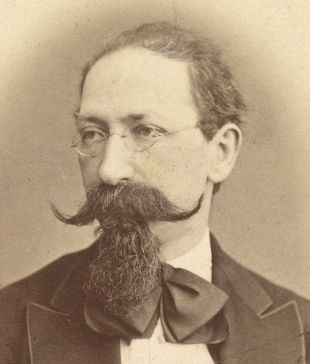
Adolph Lehmann

Adolph Lehmann (* 2. März 1828 in Breslau; † 16. Februar 1904 in Wien) war ein österreichischer Journalist, Gründer und Herausgeber des 1859 bis 1942 erschienenen allgemeinen «Wiener Adreßbuchs – Lehmanns Wohnungsanzeiger». Dieses ist heute im Web allgemein zugänglich.

## Leben
Adolph Lehmann kam als junger Mann nach Wien, um hier als Journalist zu arbeiten. 1850 wurden die so genannten Vorstädte (heute die Bezirke 2 bis 9 und 20 sowie Teile des 10. Bezirks) in die bis Anfang der 1860er Jahre noch ummauerte Stadt Wien eingemeindet, wodurch das Interesse an Informationen über die Auffindbarkeit von in Wien lebenden und wirkenden Personen, Institutionen und Unternehmen anstieg. 1859 begann Lehmann mit der Herausgabe eines Adressbuchs, das unter dem Titel Lehmann's Allgemeiner Wohnungs-Anzeiger nebst Handels- und Gewerbe-Adreßbuch für die k.k. Reichshaupt- und Residenzstadt Wien und Umgebung erschien. Es war dies das erste allgemeine Adressverzeichnis für Wien, in dem Hauseigentümer und Hauptmieter von Wohnungen erfasst wurden, anfangs nach den Wohnorten, bald nach dem Alphabet geordnet.
Nach Erweiterungen und Verbesserungen, die Lehmann ab 1860 selbst durchführte, erschien dieses als Lehmann bekannte Nachschlagewerk ab 1870 Jahrzehnte lang fast jedes Jahr. Als Leiter eines großen Mitarbeiterstabes arbeitete Adolph Lehmann bis kurz vor seinem Tod an den Neuauflagen mit.
Adolph Lehmann wurde zum kaiserlichen Rat ernannt und wurde mehrfach ausgezeichnet. 1892 wurden auch die so genannten Vororte am rechten Donauufer (heute Teile des 10. Bezirks und die Bezirke 11 bis 19) eingemeindet, wodurch der Lehmann enorme zusätzliche Datenmengen zu verarbeiten und im neuen Stadtgebiet mehrfach auftretende Straßennamen verwechslungsfrei anzuführen hatte. In diesem Jahr wurde Adolph Lehmann von Kaiser Franz Joseph I. zum Ritter des Franz-Joseph-Ordens ernannt.

Im Nachruf in der Wiener Arbeiter-Zeitung vom 17. Februar 1904 wird Lehmanns Lebenswerk wie folgt gewürdigt: 

„Er war populär in dem Sinne, daß sein Name längst ein Begriff geworden. Man spricht in Wien nicht vom Adreßbuch oder vom Wohnungsanzeiger, sondern vom «Lehmann», worunter jeder erwachsene Wiener, der nur ein wenig ins geschäftliche Leben geguckt hat, den einst dünnen, später immer dicker werdenden Band und seit einigen Jahren die zwei Adreßbände verstand, versteht und noch lange verstehen wird.“

Zur Bekanntheit des Adressbuchs trug bei, dass die Bände in wichtigen Wiener Kaffeehäusern zum Nachschlagen bereitstanden wie später das Amtliche Telefonbuch. Der im Nachruf erfolgte Hinweis auf die Zukunft sollte sich als richtig erweisen. Der Lehmann erschien, später dreibändig, bis 1942 und ist bis heute lokalhistorisches Nachschlagewerk. Die Suche in den Bänden wird seit 2012 durch die von der Wienbibliothek im Rathaus im Web zur Verfügung gestellte digitale Kopie aller Bände wesentlich erleichtert.

## Grabstelle

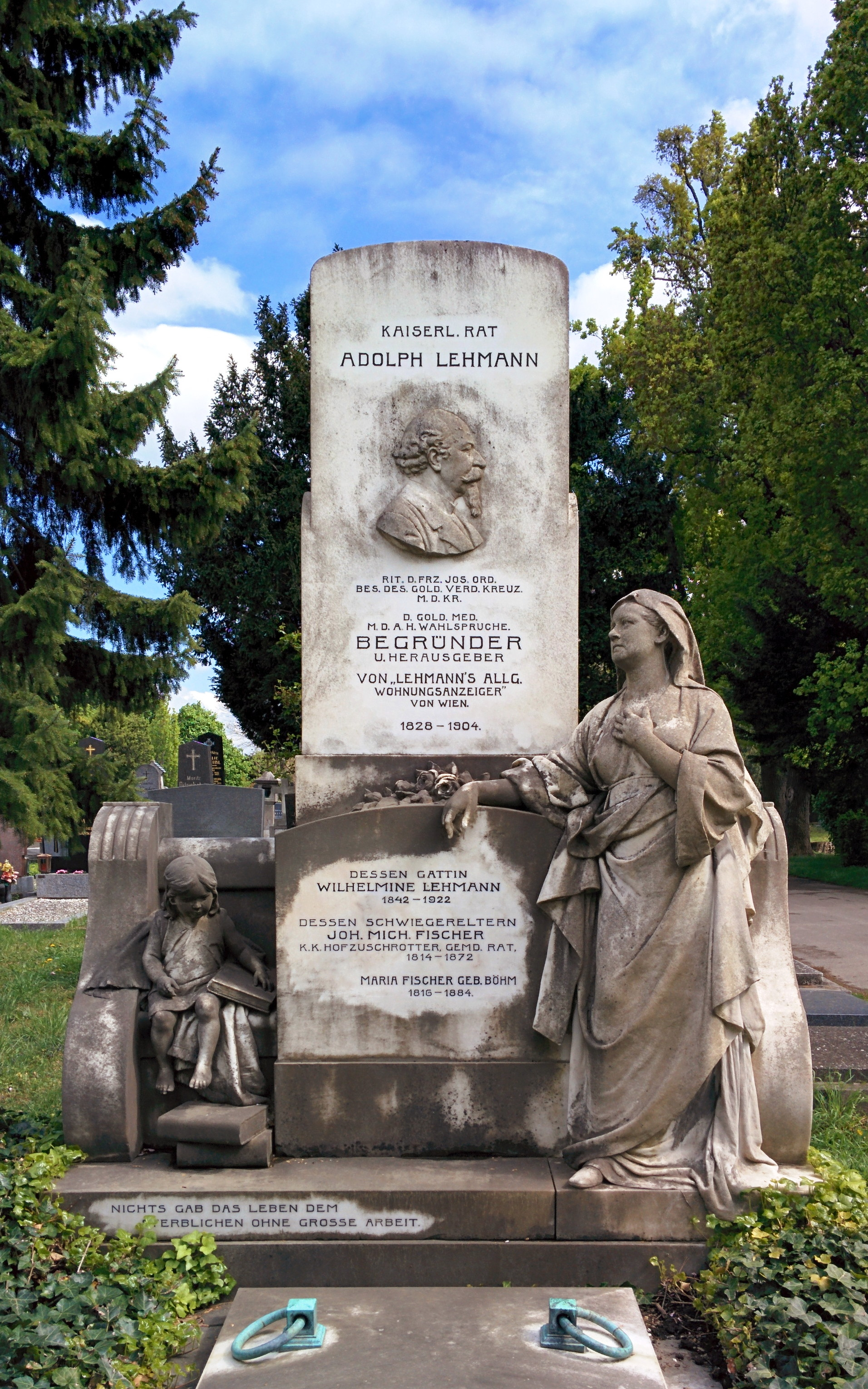
Grabstelle von Adolph Lehmann am Zentralfriedhof in Wien

Adolph Lehmann ist auf dem Wiener Zentralfriedhof, Gruppe 31B, Reihe G1, Nr. 16, begraben; das Grab befindet sich nahe dem 2. Tor des Friedhofs an der Hauptzufahrt zur Karl-Borromäus-Kirche. Das Grabdenkmal, eine Frauengestalt, die stille Trauer symbolisiert, hat Carl Kundmann gestaltet. Das Grab ist auf Friedhofsdauer gewidmet, in ihm ist auch Lehmanns Witwe Wilhelmine bestattet.

## Nachlass
Lehmanns Witwe Wilhelmine überließ im April 1920 den Städtischen Sammlungen Korrespondenzen und Gegenstände aus Lehmanns Nachlass; ein Teil befindet sich heute in der Wienbibliothek im Rathaus, ein Teil im Wien Museum.